# Голосіївський проспект
Голосі́ївський проспе́кт — проспект у Голосіївському районі міста Києва, місцевості Деміївка, Голосіїв. Пролягає від залізничного шляхопроводу до проспекту Академіка Глушкова.
Прилучаються Деміївська площа, проспекти Науки та Валерія Лобановського, Деміївський провулок, Голосіївська площа, вулиці Голосіївська, Максима Рильського та Васильківська (вперше), Ужгородський провулок, вулиці Стельмаха, Маричанська, Оріхуватська (шляхопровід), Виставкова та Героїв Оборони, провулки Леопольда Ященка та Коломийський, Васильківська (вдруге). На своєму початку проспект з'єднаний шляхопроводом з бульваром Миколи Міхновського.

## Історія
Початкова частина проспекту виникла в другій половині XIX століття як відрізок Великої Васильківської вулиці (до теперішньої Голосіївської площі), з 1944 року — Васильківської вулиці. 
Протягом першої половини 1950-х років від мосту Патона в напрямку виїзду з міста на Одесу був побудований шлях під назвою Автострада Київ — Одеса, частина якого від Червоноармійської вулиці до Виставки передового досвіду народного господарства (нині — Національний експоцентр України) з 1957 року отримала назву проспект 40-річчя Жовтня, на честь Жовтневого перевороту. 
У 1976 році від проспекту відокремлено вулицю Маршала Кошового (пролягала від Одеської площі), а в 1982 році — проспект Академіка Глушкова, після чого він набув теперішніх розмірів.
В деяких джерелах проспект назвали Голосіївським ще до офіційного рішення про його перейменування.
Сучасна назва проспекту — з 2015 року.

## Забудова
Будівництво житлових будинків вздовж Голосіївського проспекту почалося у 1958 р. У забудові переважають «хрущовки» різної поверховості та новіша точкова забудова. На початку проспекту, поблизу Деміївської площі збереглося кілька будівель початку XX століття.

## Пам'ятки архітектури, історично цінні будівлі
- № 6 — брама Деміївського снарядного заводу (кін. XIX ст.);
- № 8 — комплекс споруд Деміївського пивзаводу Шульца (2-а пол. XIX ст.);
- № 22 — колишня Синагога Баришпольського (1878; 1920-ті);
- № 54 — Вознесенська церква (1882);
- № 56 — пожежна частина (1927–1928),

а також будівлі № 26, 30, 32, 36, 48, споруджені до 1941 року.

## Установи та заклади
- Дошкільний навчальний заклад № 221 (буд. № 114-А)
- Дошкільний навчальний заклад № 439 (буд. № 124-А)
- Державна бібліотека України для юнацтва (буд. № 122)
- Міська клінічна лікарня № 10 і Центральна районна поліклініка Голосіївського району (буд. № 59-Б)
- Відділення зв'язку № 127 (буд. № 110)
- Загальноосвітня школа № 179 (буд. № 120-В)
- Спеціалізована школа № 85 з російською мовою навчання та поглибленим вивченням англійської мови (буд. № 36)
- Будинок дитячої та юнацької творчості Голосіївського району (буд. № 22)
- Бібліотека для дітей № 27 ім. М. Рильського (буд. № 97-А)
- Бібліотека «Деміївська» Голосіївського району (буд. № 46/1)
- Кінотеатр «Загреб» (буд. № 116)
- Київський пивзавод № 1 (буд. № 8)
- Готель «Мир» (буд. № 70)
- Національна бібліотека ім. Вернадського (буд. № 3)

Центральна райполіклініка Голосіївського району
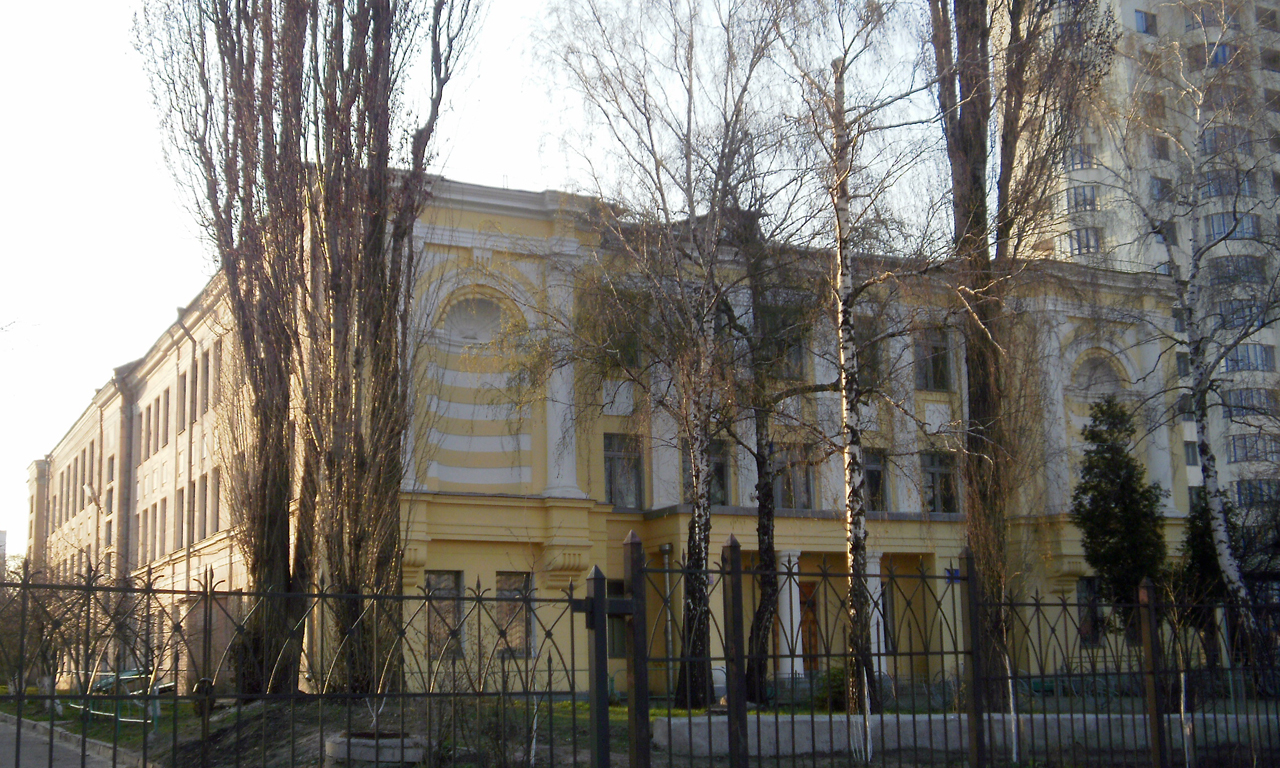
№ 36 — школа № 85, 1936 р., типовий проєкт

## Пам'ятники
- Пам'ятник Максимові Рильському. Встановлений 2003 року біля входу до парку імені Максима Рильського. Виконаний з бронзи та граніту скульптором Петром Остапенком та архітектором Олегом Стукаловим.
- Пам'ятний знак «Чорнобиль. Біль і пам'ять вічна». Відкритий на 25-ліття Чорнобильської катастрофи 26 квітня 2011 року біля Національної бібліотеки України імені В. І. Вернадського[9].

## Додатково
У Вознесенській церкві 25 липня 1907 року Леся Українка вінчалася з К.В. Квіткою.